# Acanthodoris

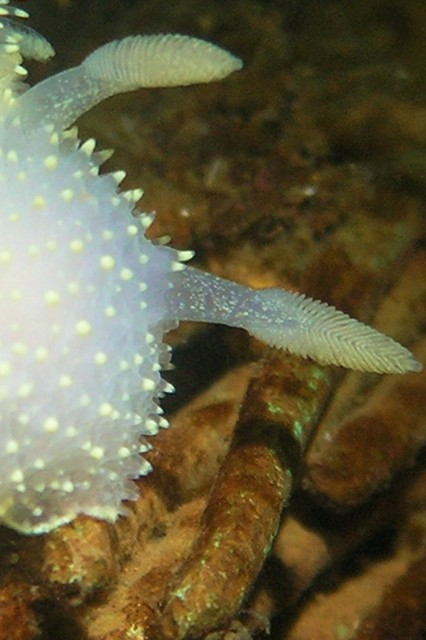
Vista de largos rinóforos de A. hudsoni

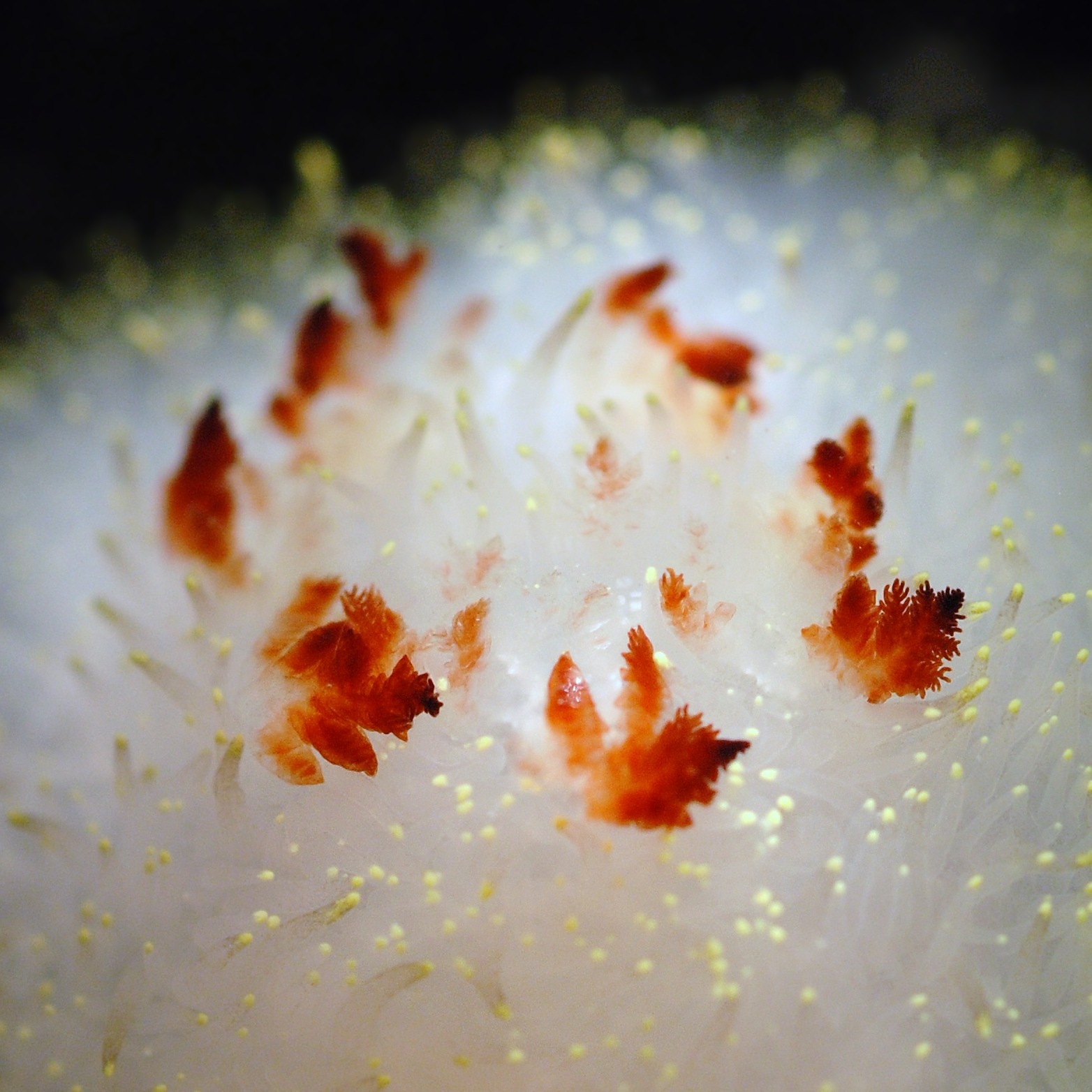
Detalle de branquias de A. nanaimoensis

Acanthodoris es un género de molusco opistobranquio de la familia Onchidorididae.

## Especies
El Registro Mundial de Especies Marinas reconoce como válidas las siguientes especies en el género:
- Acanthodoris armata O'Donoghue, 1927
- Acanthodoris atrogriseata O'Donoghue, 1927
- Acanthodoris brunnea MacFarland, 1905
- Acanthodoris caerulescens Bergh, 1880
- Acanthodoris falklandica Eliot, 1907
- Acanthodoris globosa Abraham, 1877
- Acanthodoris hudsoni MacFarland, 1905
- Acanthodoris lutea MacFarland, 1925
- Acanthodoris metulifera Bergh, 1905
- Acanthodoris mollicella Abraham, 1877
- Acanthodoris nanaimoensis O’Donoghue, 1921
- Acanthodoris nanega Burn, 1969
- Acanthodoris pilosa (Abildgaard in Müller, 1789)
- Acanthodoris pina Marcus & Marcus, 1967
- Acanthodoris planca Fahey & Valdés, 2005
- Acanthodoris rhodoceras Cockerell & Eliot, 1905
- Acanthodoris uchidai Baba, 1935

Especies cuya validez es incierta o existen discrepancias entre expertos:
- Acanthodoris vatheleti Mabille & Rochebrune, 1889 (nomen dubium)

Especies que han sido aceptadas como sinonimia:
- Acanthodoris citrina Verrill, 1879 aceptada como Acanthodoris pilosa (Abildgaard in Müller, 1789)
- Acanthodoris ornata Verrill, 1879 aceptada como Acanthodoris pilosa (Abildgaard in Müller, 1789)
- Acanthodoris pallida Bergh, 1905 aceptada como Acanthodoris pilosa (Abildgaard in Müller, 1789)
- Acanthodoris subquadrata (Alder & Hancock, 1845) aceptada como Acanthodoris pilosa (Abildgaard in Müller, 1789)

## Morfología
Como toda la familia, cuentan con cuerpo moderadamente deprimido, con manto simple bordeando el pie. Los rinóforos y las papilas dorsales son alargados. Las hojas branquiales se retraen en cavidades separadas, que están interconectadas. La cutícula labial tiene varillas, cuentan con dos dientes laterales principales, un número variable de dentículos, y un número variable de laterales externos.
El género se caracteriza por tener rádula estrecha con dientes no raquídeos; el primer diente lateral grande y ganchudo; disco labial con cutícula gruesa; mandíbula con varillas romas o puntiagudas, con un solo o múltiples ápices; y sistema reproductivo triáulico.

## Reproducción
Son ovíparos y hermafroditas triáulicos, que cuentan con dos aberturas genitales femeninas separadas: oviducto y vagina, y un pene masculino, que cuenta con ganchos peniales en su extremo.

## Alimentación
Son predadores omnívoros, alimentándose tanto de algas, como briozoos, o tunicados.

## Hábitat y distribución
Estas pequeñas babosas marinas se distribuyen por los océanos Atlántico norte, tanto en las costas americanas, como en las europeas, y Pacífico noreste. 
Habitan aguas templadas y frías, en un rango de temperatura entre 6.62 y 12.47 °C, y en un rango de profundidad entre 0 y 207 m.
 Se localizan en zonas intermareales y sublitorales.

## Galería

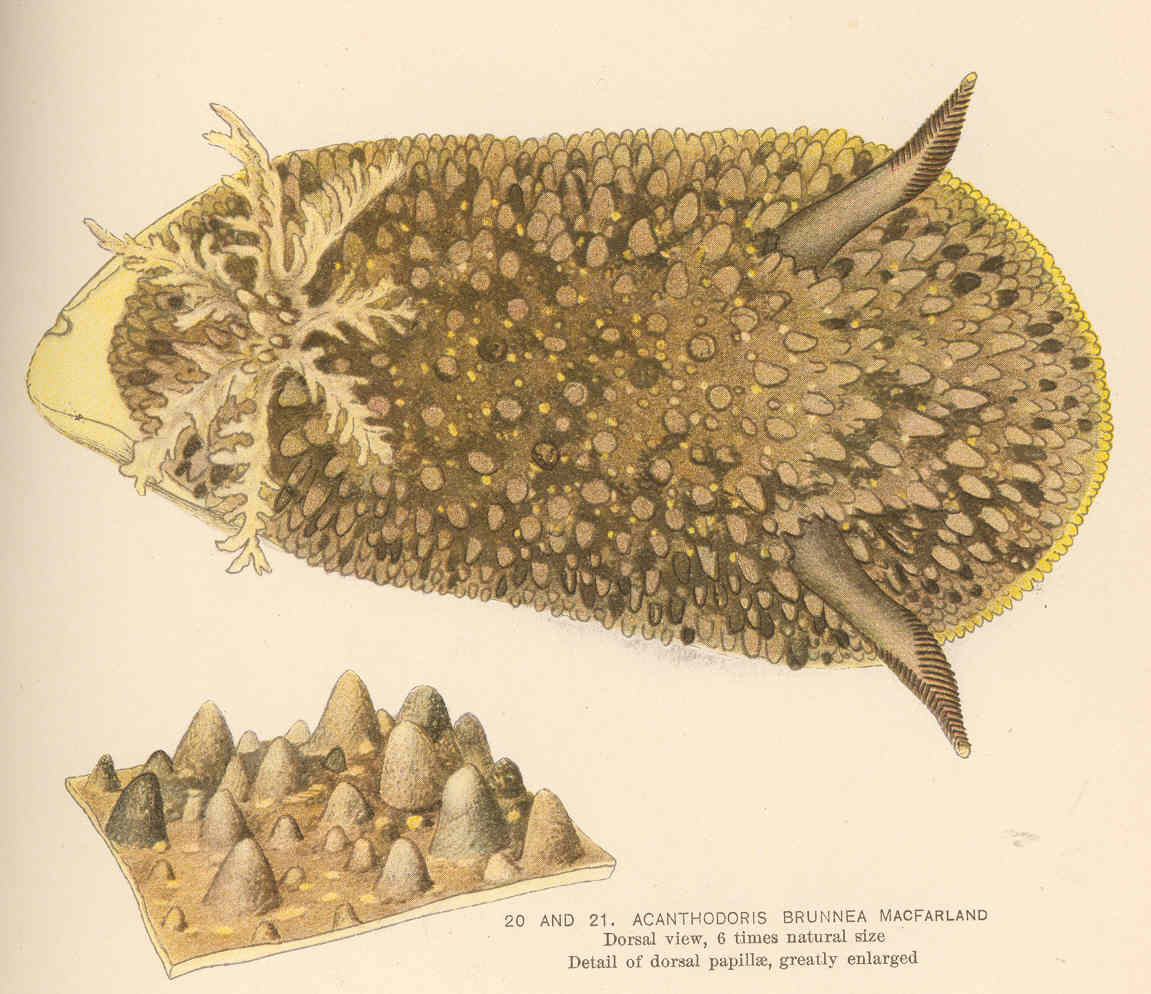
Acanthodoris brunea
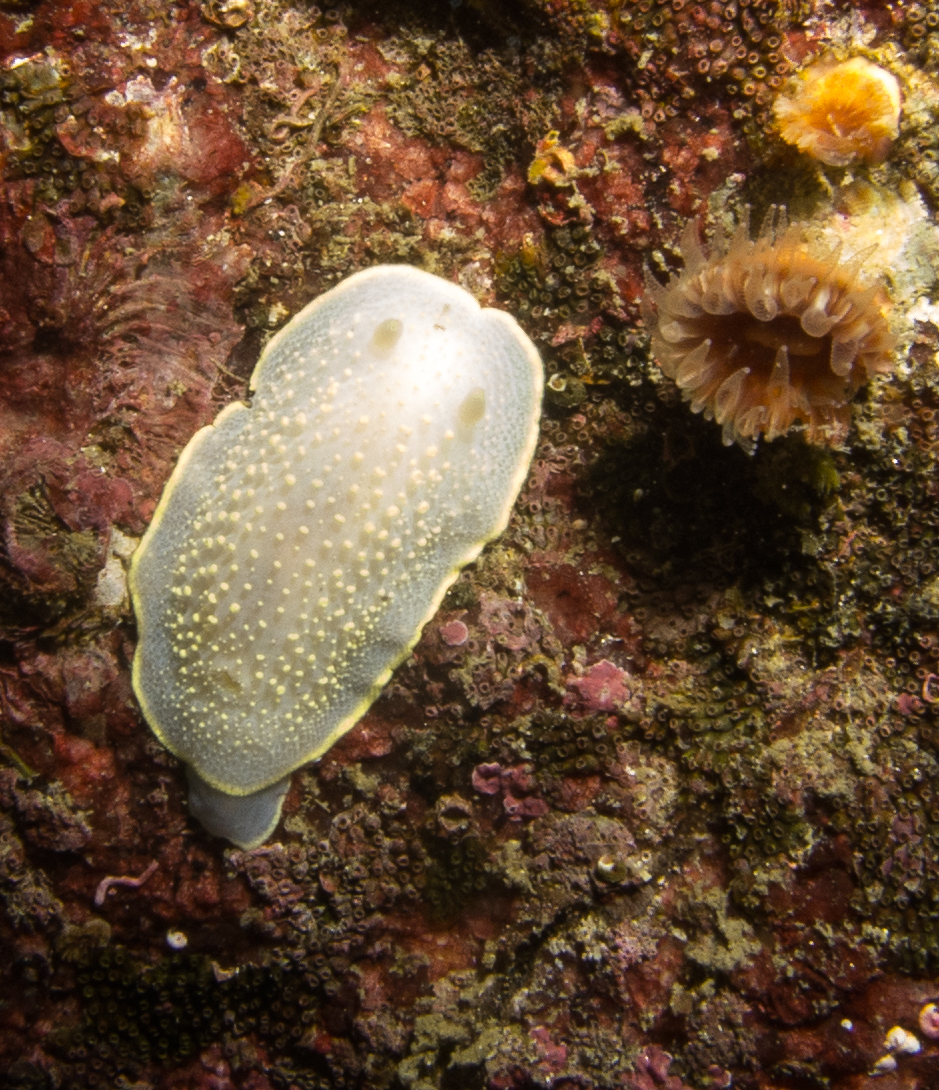
Acanthodoris hudsoni
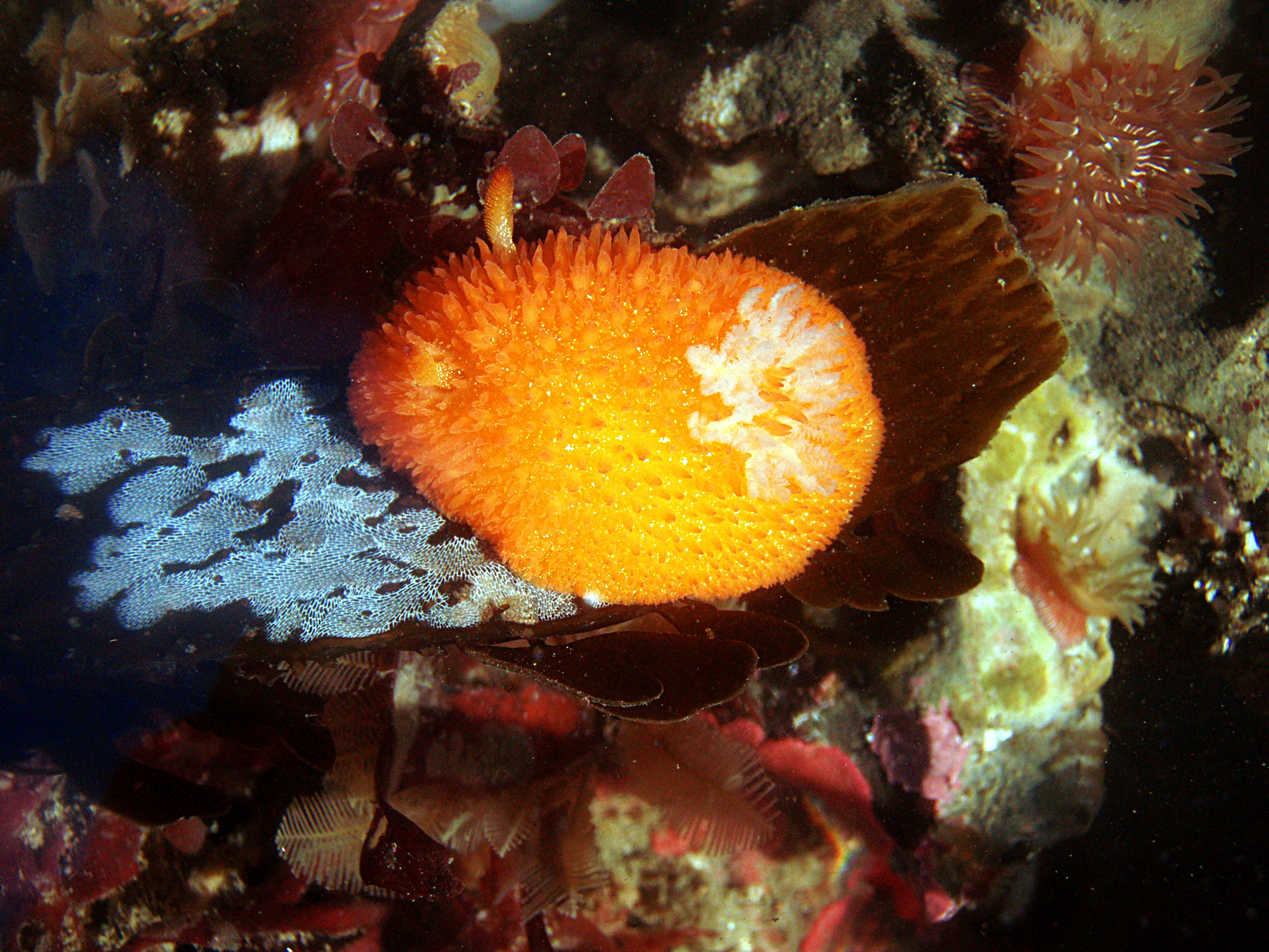
Acanthodoris lutea
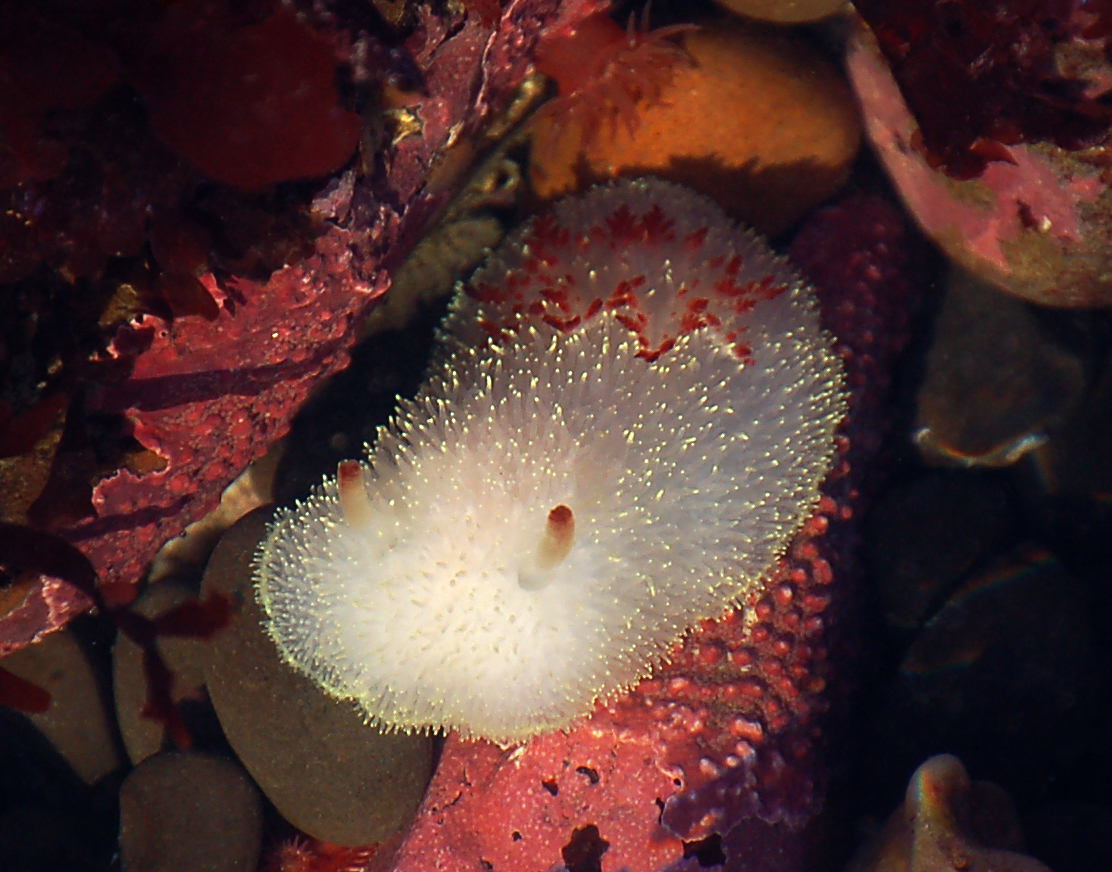
Acanthodoris nanaimoensis
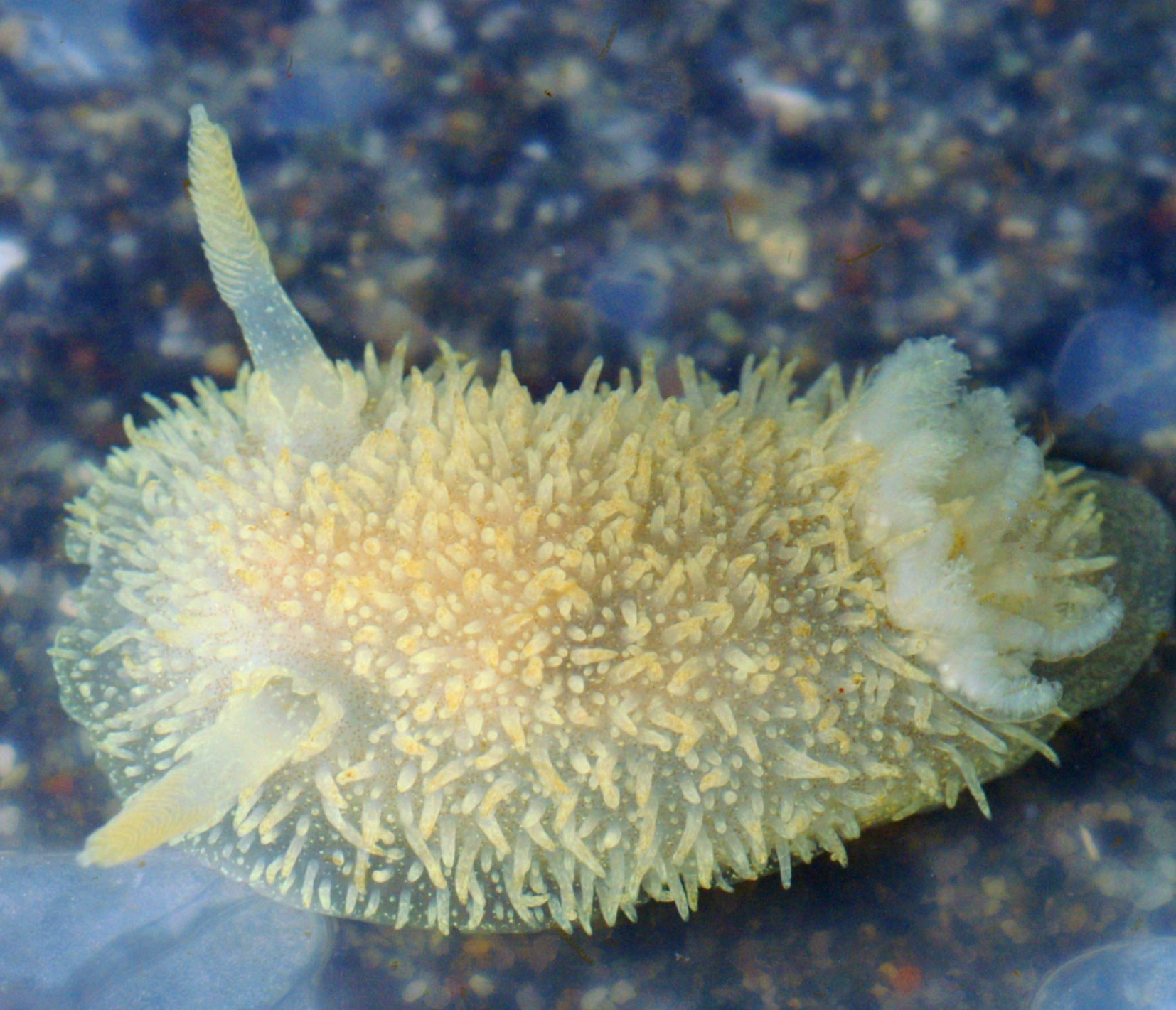
Acanthodoris pilosa
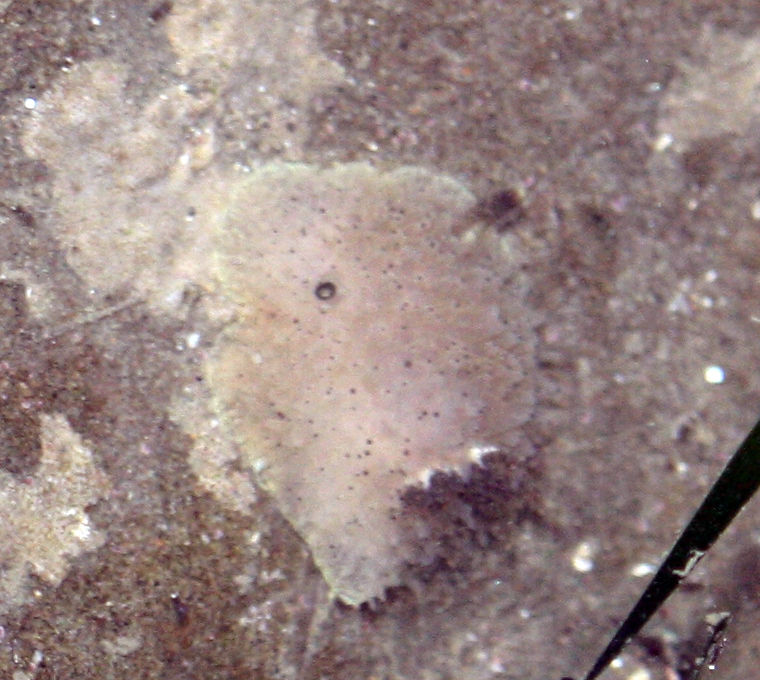
Acanthodoris rhodoceras